# Riegelsberg
Riegelsberg (Mont Riguelle ou Mont Rigue en français) est une commune de Sarre (Allemagne), située dans la Communauté urbaine de Sarrebruck.

## Géographie

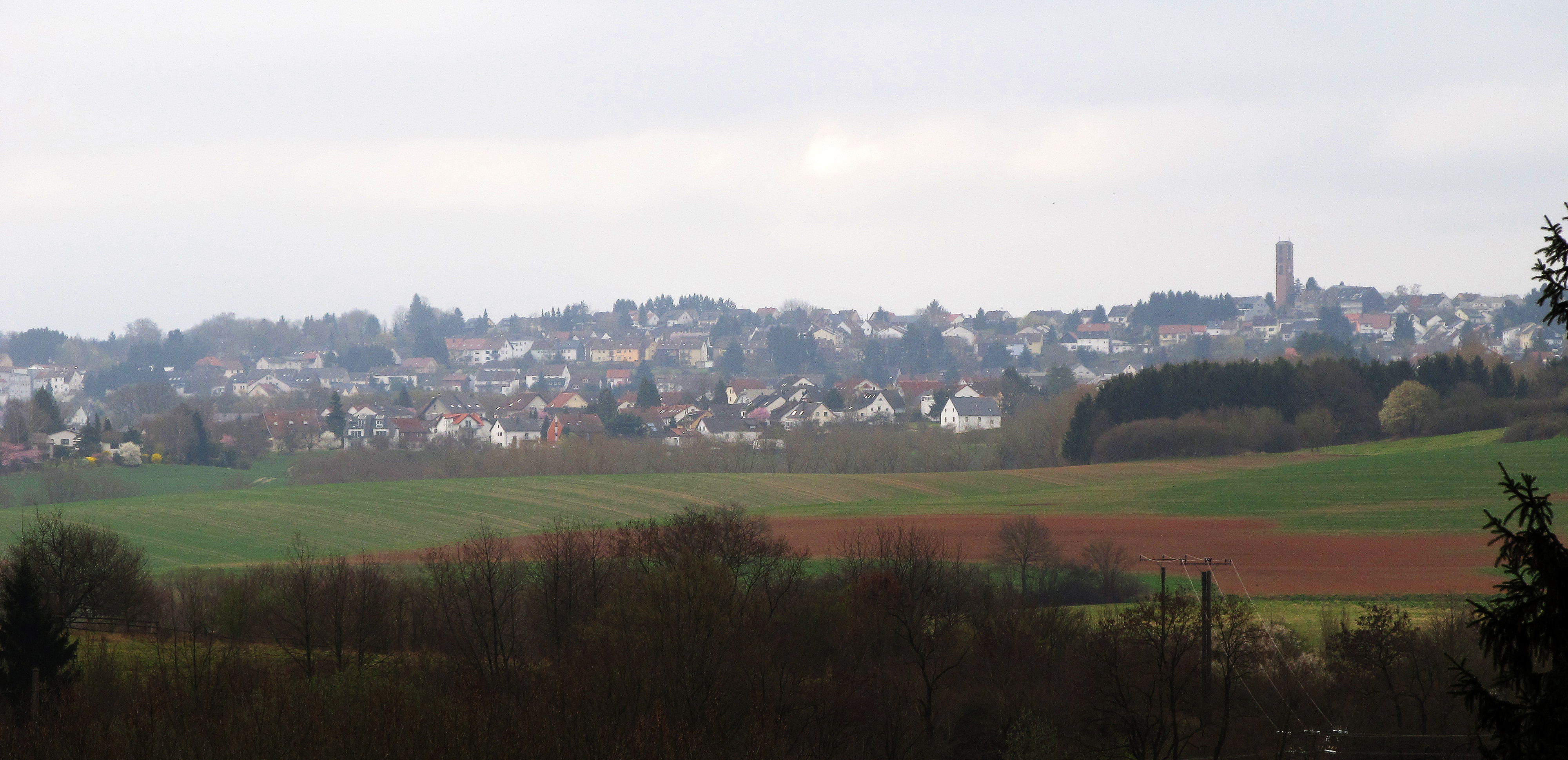

## Jumelages
La ville de Riegelsberg est jumelée avec :
- Gisors (France) depuis le 5 juillet 1970

## Personnalités
- Fritz Klein (1898-1944), est un résistant allemand au nazisme, est né à Hilschbach, village de Riegelsberg.